# 福住俊一
福住 俊一（ふくずみ しゅんいち、1950年（昭和25年）1月18日- ）は物理化学者。大阪大学教授。名古屋市生まれ。

## 略歴
- 1973年 - 東京工業大学化学工学科卒業。
- 1978年 - 東京工業大学博士号取得。
- 1976年 - インディアナ大学ポスドク（Prof. J. K. Kochi）
- 1981年 - 大阪大学工学部助手
- 1990年 - マルセイユ大学 客員教授
- 1981年 - 大阪大学工学部 助教授
- 1994年 - 大阪大学大学院工学研究科 教授
- 1998年 - 沼津工業高等専門学校 電気電子工学科
- 1998年 - パリ高等師範大 客員教授
- 2001年 - ブルゴーニュ大学 客員教授
- 2007年 - 大阪大学 大学院グローバルCOEプログラム「生命環境化学グローバル教育研究拠点」拠点リーダー
- 2010年 - ストラスブール大学客員教授、梨花女子大学校客員教授
- 2013年 - 2015年 - 大阪大学特別教授
- 2015年 - 大阪大学名誉教授
- 2015年 - 梨花女子大学校特別教授
- 2015年 - 名城大学特任教授
- 2020年 - 名古屋大学物質科学国際研究センター客員教授[1]

## 受賞歴・栄典
- 2005年 - 日本化学会
- 2011年 - 紫綬褒章[2]
- 2023年4月 - 瑞宝中綬章[3][4]

## 業績
電子移動反応の第一人者。電子移動反応の制御、光触媒、光エネルギー変換、生物無機化学等が専門である。

## 主な著書
- 福住俊一 編『人工光合成《普及版》: システム構築に向けての最新技術動向と展望』シーエムシー出版〈ファインケミカルシリーズ〉、2020年11月6日。ISBN 978-4781314723。 NCID BC0367452X。